# Alistair Bond
Alistair Bond (Dunedin, 16 de agosto de 1989) es un deportista neozelandés que compitió en remo. Su hermano Hamish compitió en el mismo deporte.
Ganó una medalla de plata en el Campeonato Mundial de Remo de 2014, en la prueba de cuatro sin timonel ligero. Además, obtuvo una medalla de bronce en el Campeonato Mundial de Remo en Sala de 2018.
Participó en los Juegos Olímpicos de Río de Janeiro 2016, ocupando el quinto lugar en la prueba de cuatro sin timonel ligero.

## Palmarés internacional
| Campeonato Mundial | Campeonato Mundial       | Campeonato Mundial | Campeonato Mundial        |
| Año                | Lugar                    | Medalla            | Prueba                    |
| ------------------ | ------------------------ | ------------------ | ------------------------- |
| 2014               | Ámsterdam (Países Bajos) | Medalla de plata   | Cuatro sin timonel ligero |

| Campeonato Mundial | Campeonato Mundial          | Campeonato Mundial | Campeonato Mundial |
| Año                | Lugar                       | Medalla            | Prueba             |
| ------------------ | --------------------------- | ------------------ | ------------------ |
| 2018               | Alexandria (Estados Unidos) | Medalla de bronce  | Ligero 2000 m      |